# Ayşe Sultan (figlia di Bayezid II)
Ayşe Sultan (turco ottomano: عائشه خاتون, lett. "vita"; Amasya, 1465 – Costantinopoli, 1515) è stata una principessa ottomana, figlia di Bayezid II e di Nigar Hatun.

## Biografia
Ayşe Sultan nacque ad Amasya nel 1465, da Bayezid II, allora Şehzade e governatore della regione, mentre sua madre era la concubina Nigar Hatun. Aveva un fratello e una sorella, Şehzade Korkut e Sofu Fatma Sultan.
Ayşe sposò Guveyi Sinan Pasha prima del 1480. Durante il regno del padre, Ayşe seguì suo marito nei suoi incarichi di governatore dell'Anatolia, Gallipoli e Rumelia. Insieme ebbero due figli e cinque figlie. Ayşe rimase vedova nel 1504.
Durante questi anni costruì una moschea a Edirne e una fondazione benefica a Gallipoli.
Ayşe era nota per essere particolarmente dispendiosa. Scrisse più volte a suo padre lamentandosi della mancanza di denaro, fu accusata di aver speso soldi pubblici in assenza del marito e, quando il suo fratellastro Selim I salì al trono ottenne da lui un aumento delle sue rendite.
Morì a Costantinopoli nel 1515, e fu sepolta lì, nel quartiere Vefa.

## Discendenza
Da suo marito, Ayşe ebbe due figli e cinque figlie:
- Sultanzade Ahmed Bey. Governatore di Vize, sposò nel gennaio 1506 la figlia di Hasan Pasha, da cui ebbe una figlia, Gevherhan Hanim.
- Sultanzade Mustafa Bey. Probabilmente morto da bambino.
- Hanzade Ayşe Mihrihan Hanimsultan. Sposò suo cugino Sultanzade Dukaginzade Mehmed Ahmed Bey (figlio di Gevhermuluk Sultan, figlia di Bayezid II), governatore di Ankara. Ebbe una figlia, Mihrimah Hanim.
- Gevherşah Hanimsultan. Sposò in prime nozze Dukakinoğlu Ahmed Pascià, da cui ebbe un figlio, Dukanginzade Ibrahim Pasha (m. 1582, che sposò sua cugina Neslişah Hanımsultan, figlia di Gevhermülük Sultan), e una figlia, Fatma Hanim (che nel 1518 sposò Iskender Bey, governatore di Antalya). In seconde nozze, sposò Ibrahim Bey (figlio di Ömer Bey e fratello del marito di sua sorella Mihrihan Hanımsultan). Ebbero un figlio, Iskender Bey, e una figlia, Hacı Rukiye Hanım. Morì ad Aleppo il 4 aprile 1552.
- Kamerşah Hanimsultan. Il 6 luglio 1506 sposò Ahmed Bey, nipote di Mesih Pascià, discendente della dinastia Paleologo e figlio del marito di sua sorella Fatma Hanimsultan.
- Fatma Hanimsultan. Il 28 giugno 1506 sposò Ali Bey, figlio di Mesih Pascià, discendente della dinastia Paleologo e padre del marito di sua sorella Kamerşah Hanimsultan. Ebbe un figlio, Ahmed Bey, che sposò sua cugina, figlia di Fatma Sultan, figlia di Bayezid II.
- Mihrihan Hanimsultan. Sposò Hasan Bey, governatore di Filorine, figlio di Ömer Bey e fratello del secondo marito di sua sorella Gevherşah Hanimsultan.